# Infralapsarios
Entre los más grandes eruditos de la biblia que afirman haber creado Dios cierto número de hombres para condenarlos y sin darles los auxilios necesarios para que se salven, se distinguen supralapsarios e infralapsarios. 
- Los primeros dicen que Dios anteriormente a toda previsión de la caída del primer hombre resolvió hacer resplandecer su misericordia y su justicia: su misericordia creando cierto número de hombres para hacerlos dichosos por toda la eternidad y su justicia creando cierto número de hombres para castigarlos eternamente en el infierno. Que en consecuencia da Dios a los primeros gracias para salvarse y se las niega a los segundos. Estos teólogos no dicen en qué consiste con pretendida justicia de Dios y no se comprende cómo podría concordarse con la bondad divina.
- Los infralapsarios pretenden que Dios no formó este designio sino a consecuencia del pecado original, infra lapsum, y después de haber previsto ab eterno que Adán cometería aquel pecado. Habiendo perdido el hombre, dicen ellos, por esta culpa la justicia original y la gracia, no merece más que castigos. El género humano entero no es más que una masa de corrupción y perdición que Dios puede castigar y entregar a los suplicios eternos sin faltar a su justicia. Sin embargo, para ostentar también su misericordia resolvió sacar a algunos de esta masa para santificarlos y hacerlos eternamente dichosos.